# Mark Dalton (acteur)
Pour les articles homonymes, voir Mark Dalton (homonymie).
Mark Dalton (né Jeremy James Sons le 6 mars 1980 à Denton, Texas) est un acteur de film pornographique gay et mannequin de magazine pornographique américain.

## Biographie

### Carrière
Mark Dalton commence sa carrière comme bodybuilder et sera champion de saut à la perche à l'Université de North Texas située dans sa ville natale de Denton. Il est repéré et commence à poser pour des magazines LGBT comme HX et Instinct, mais aussi pour des magazines féminins comme Playgirl. En 2002, il est classé 50e dans le top 100 des hommes les plus beaux et commence une carrière d'acteur porno gay. En juillet 2006, Dalton pose pour le magazine LGBT Unzipped. En août 2006, il retourne dans l'industrie du cinéma pornographique et continuera de poser pour Unzipped. Il vit actuellement à Dallas.

### Affaire judiciaire
En 2002, Dalton est arrêté pour détention de drogue. Il sera jugé en 2004 et condamné à 5 ans de prison mais n'effectuera que 13 mois. À sa sortie de prison, il accorde une interview à un journal LGBT texan. En 2007, son manager David Forrest annonce que Dalton s'est fait arrêter une deuxième fois pour agression/violence familiale et pour s'être ingéré dans un appel d'urgence. Il est incarcéré le 31 mai 2007 dans le Comté de Denton au Texas. 

### Caractéristiques physiques
Mark Dalton est blond aux yeux marron, il mesure 1,78 m et pèse 110 kg.

## Distinctions
- 2002 : Men : homme de l'année[4]

## Vidéographie
- 2002 : The Model
- 2002 : The Naughty Texan
- 2002 : Body Storm
- 2002 : Idols
- 2002 : Ranch Hand Mussle
- 2002 : Super Soaked
- 2003 : Mark Dalton and Friends
- 2003 : Prick Tease
- 2007 : Mark Mets Zeb: The Texas Two Step
- 2010 : Getting Levi's Johnson